# پرکی
پردراگ رادوساولیویچ (سیریلیک صربی: Предраг Радосављевић؛ زادهٔ ۲۴ ژوئن ۱۹۶۳) که با نام پرکی نیز شناخته میشود بازیکن سابق و مربی فوتبال صرب‌تبار اهل ایالات متحده آمریکا است.
وی همچنین برندهٔ جوایزی همچون جایزه ام‌وی‌پی لندون داناون شده‌است.
از باشگاه‌هایی که در آن بازی کرده‌است می‌توان به باشگاه فوتبال پورتسموث، باشگاه فوتبال اسپورتینگ کانزاس‌سیتی، باشگاه فوتبال ستاره سرخ بلگراد، و باشگاه فوتبال اورتون اشاره کرد.
وی همچنین در تیم ملی فوتبال ایالات متحده آمریکا بازی کرده‌است.